# Via Lattea (ośrodek narciarski)
Via Lattea (z wł. Droga Mleczna, fr. la Voie Lactée) – ośrodek narciarski w Alpach obejmujący włoskie miejscowości Sauze d'Oulx, Sestriere, Pragelato, Sansicario, Cesana Torinese i Claviere oraz francuską miejscowość Montgenèvre.
W ośrodku znajduje się 70 wyciągów oraz 250 tras narciarskich o łącznej długości 400 km. Rozciąga się on na wysokościach od 1350 m n.p.m. (Cesana Torinese) do 2800 m n.p.m. (Monte Motta).
Według niektórych źródeł Via Lattea jest największym ośrodkiem narciarskim we Włoszech. Inne klasyfikują ją jako 2. lub 3. największy. Rozbieżność ta wynika z niejasności definicji ośrodka narciarskiego.

## Historia
Pierwsza infrastruktura narciarska powstała w Sestriere w latach 30. XX wieku, ale poszczególne obszary wchodzące w skład dzisiejszej Via Lattei rozwijały się niezależnie od siebie. Pomysł połączenia ich w jeden ośrodek pojawił się w latach 80. Od tego momentu ośrodek jest zarządzany przez spółkę Sestrieres SpA, która od 2022 należy do brytyjskiego funduszu inwestycyjnego iCON.
Na obszarze włoskiej części ośrodka rozegrano część konkurencji podczas Zimowych Igrzysk Olimpijskich 2006:
- W Cesana Torinese rozegrano bobsleje, saneczkarstwo, skeleton i biathlon;
- W Pragelato rozegrano kombinację norweską, skoki narciarskie oraz biegi narciarskie;
- W Sansicario i Sestriere rozegrano narciarstwo alpejskie;
- W Sauze d'Oulx rozegrano narciarstwo dowolne[7].

W związku z wyborem kandydatury Alp Francuskich do organizacji Zimowych Igrzysk Olimpijskich 2030, w Via Lattei prawdopodobnie ponownie zorganizowane zostaną konkurencje olimpijskie, tym razem w jej francuskiej części.